# Товарнур
Товарнур (мар. Пекул почиҥга) — деревня в Сернурском районе Республики Марий Эл. Входит в состав Чендемеровского сельского поселения.

## География
Находится в северо-восточной части Республики Марий Эл на расстоянии приблизительно 5 км на запад-юго-запад от районного центра посёлка Сернур.

## История
Основана в начале XVIII века как починок. В 1782 году в деревне проживали 16 мужчин, мари, ясачные крестьяне. В 1804 году в 11 дворах проживали 52 человека. В 1836 году в 4 дворах — 65 человек. В 1884—1885 годах в 13 дворах учтено 75 мари. В 1925 году в селении проживали 147 человек. В 1975 году в 36 хозяйствах числились 124 жителя. В 1988 году значился 31 дом, проживал 71 человек, в том числе 27 трудоспособных. Имелся телятник на 150 голов. В 2005 году учтён 21 двор. В советское время работали колхозы «МОПР», «Красный Октябрь», имени Ленина и совхоз «Нива».

## Население
Население составляло 38 человек (мари 95 %) в 2002 году, 38 в 2010.

## Известные уроженцы
- Куклин Андрей Иванович (1896—1972) — советский офицер государственной безопасности, подполковник. Кавалер ордена Ленина (1946).